# Hildegard Ranczak
Hildegard Ranczak (Vitkovice, 20 décembre 1895 - Vienne, février 1987) est une soprano d'origine tchèque qui fit carrière surtout en Allemagne et en Autriche.

## Biographie
Hildegard Ranczak étudie au conservatoire de Vienne avec Irene Schlemmer-Ambros, et débute à Düsseldorf en 1919, en Pamina dans Die Zauberflöte, où elle demeure jusqu'en 1923.
Elle chante alors à Cologne (1923-25), Stuttgart (1926-28), puis à l'Opéra d'État de Bavière à Munich en 1928, où elle demeure attachée jusqu'en 1944, devenant membre de la remarquable troupe rassemblée par le chef d'orchestre Clemens Krauss, incluant Viorica Ursuleac, Julius Patzak, etc. Elle parait aussi à Dresde, Berlin et a Vienne à partir de 1931.
Elle participe à Munich, à la création de Die Gespentersonate de Julius Weismann en 1930, et crée le rôle de Clairon dans Capriccio de Richard Strauss en 1942.
Ranczak s'est particulièrement illustrée dans le rôle-titre de  Salome, Octavian dans Der Rosenkavalier, la Teinturière dans Die Frau ohne Schatten, Aithra dans Die Ägyptische Helena, Zdenka dans Arabella, mais aussi en Carmen et Tosca.
Elle chante à Londres en 1936, à Paris en 1937, et à Rome en 1940. 
Sa dernière apparition sur scène fut en Carmen à Munich en 1950, puis elle se retire à Berg sur les bords du lac de Starnberg.

## Sources
- (de) Biographie sur Operissimo.com